# Триумф победившей Родины
«Триумф победившей Родины» — картина Михаила Хмелько. За эту картину художнику присуждена Сталинская премия (1950).
Хранится в Третьяковской галерее, широко известное, но редко выставляемое полотно, обычно открывающее выставки к юбилеям Победы.

## Картина
Картина полна сурового пафоса, выраженного всем её живописным строем. Хмелько создал в ней историческое полотно большого содержания.
Сюжет картины — кульминация исторического Парада Победы 24 июня 1945 года на Красной площади — момент низвержения захваченных в боях знамён разгромленных фашистских войск. Советские воины сбрасывают вражеские флаги к ногам полководцев-победителей, стоящих у трибун Мавзолея Ленина. Отчётливо узнаваемы Иван Конев, Василий Чуйков, Николай Кузнецов, Леонид Говоров и многие другие, на трибуне товарищ Сталин с руководством страны. В центре картины солдат бросает древко штандарта 1-й танковой дивизии СС «Адольф Гитлер».

## История
Имеются сведения, что когда Сталин знакомился с произведениями, отобранными для присуждения Сталинской премии, он задержался у этой картины дольше, чем у других, а после того как обошёл всю экспозицию, снова вернулся к ней и распорядился присвоить автору премию первой степени.
Картина находится в собрании Государственной Третьяковской галереи, выставляется редко — представленная на выставке к 70-летнему юбилею Сталина картина долгое время хранилась в запасниках, и показана была только в 1985 году на выставке Третьяковки к 40-летию Победы, затем снова 20 лет не демонстрировалась, и лишь в 2005 году была снята с валов — и открывала выставку к 60-летию Победы, а потом традиционно открывала масштабные спецпроекты галереи к 70-летию Победы и к 75-летию Победы.

## О картине
Прозрачен трепещущий влагой прошедшего дождя воздух, хорошо передано свежее дыхание весеннего дня, и этот общий тон картины прекрасно вводит в основное настроение произведения. Левая часть картины вся выдержана в строгих, четких линиях: контуры мавзолея, фигуры высших командиров и почетного караула создают ощущение торжественности. Справа, оттуда, где трепещут вдали победоносные красные знамёна Советской Армии, начинается все более сильное, волнующееся движение. Оно разрастается и наконец разрешается в сильной динамике фигур выбегающих вперед воинов, которые кидают наземь фашистские штандарты. Так на ярком контрасте движения и строгой неподвижности, уверенного спокойствия и энергической силы строится образ всенародного ликования победы.
— журнал «Искусство», 1951 год
При масштабности полотна, десятках изображённых лиц, а художник — признанный мастер многофигурных композиций, у картины есть главный герой:

Михаил Хмелько — служил сапёром, вырывался из окружения под Киевом — помещает в свой «Триумф победившей Родины» 1949 года и вождей на трибуне мавзолея, и увешанных орденами военачальников. Но вожди как-то не сильно заметны на заднем плане, маршалы, при всей вероятной портретности изображения, решительно сдвинуты в сторону.
В центре, благодаря умелой композиционной структуре, оказывается солдат, бросающий к подножью трибун штандарт рейха со свастикой.

Отмечается, что картина перекликается с работой художника П. А. Кривоногова «Победа», изображающей момент ликования советских воинов у взятого Рейхстага, продолжая её:

Если в картине П. А. Кривоногова победу празднуют сами воины, так сказать ещё на поле брани, то в картинах М. И. Хмелько «За великий русский народ!» и «Триумф победившей Родины» торжествует победу весь советский народ, вся советская страна во главе с её великим вождём. «Триумф победившей Родины» М. И. Хмелько — это апофеоз могущества Социалистического государства, непобедимости Советской Армии, повергшей в прах злейшего врага человечества — германский фашизм.— искусствовед, историк русского и советского искусства, Константин Андреевич Ситник
По словам искусствоведа М. А. Чегодаевой, из-за этой картины, её названия, «сталинский» стиль в среде художников негласно именовался «стиль Триумф».